# Dovyalis rotundifolia
Dovyalis rotundifolia là một loài thực vật có hoa trong họ Liễu. Loài này được (Thunb.) Harv. mô tả khoa học đầu tiên năm 1860.